# 濱野雅嗣
濱野 雅嗣（はまの まさし、11月25日 - ）は、日本の男性声優。埼玉県出身。

## 経歴
以前は青二プロダクション、ケンユウオフィスに所属していた。アミューズメントメディア総合学院卒業。
現在は母校のアミューズメントメディア総合学院声優タレント学科で担任マネージャーをしている。

## 出演

### テレビアニメ
2003年
- ボボボーボ・ボーボボ（ハナクソリーダー、彼氏、歩、ハナクソ長、司会者、クマ）
- ONE PIECE（神兵B、兵士）

2004年
- エリア88（オペレーター、パイロット、運転手）
- 下級生2 〜瞳の中の少女たち〜（支配人）
- 爆裂天使（白蘭護衛）
- BECK（脇田）
- 冒険王ビィト（村人）
- ボボボーボ・ボーボボ（生徒3、隊長、隊員2、ハナクソおやじさん、阿腐狼、軍艦特殊部隊隊長、案内人C、パイロットA）
- ONE PIECE（神兵、シャンディア、市民、シャンディア村人、エンジェル、シャンディアA、戦士、青年セト[1]、島民B、島民、海兵）

2005年
- CLUSTER EDGE（クラスター生徒）
- B-伝説! バトルビーダマン 炎魂（男D）
- ボボボーボ・ボーボボ（ハムチン君）
- 魔法先生ネギま!（村人たち）
- 焼きたて!!ジャぱん（ギャラリー、観客）
- ONE PIECE（島民A）

2006年
- 爆球Hit! クラッシュビーダマン（ホットドック屋）

### OVA
- 機動新撰組 萌えよ剣（巡査C、お偉いさんA）
- CLUSTER EDGE Secret Episode（クラスター生徒）
- サクラ大戦 ル・ヌーヴォー・巴里（観客たち）
- 聖闘士星矢 冥王ハーデス冥界編（冥闘士B）
- GUNDAM EVOLVE../11 RB-79 BALL（2005年、通信音声）

### 劇場アニメ
- ONE PIECE 呪われた聖剣

### ゲーム
- 黄金騎士 牙狼（モロク、ダンタリアン、ガーゴイル）
- テイルズ オブ レジェンディア
- ペルソナ3（岳羽詠一郎）
- ペルソナ3 フェス（岳羽詠一郎）
- ペルソナ3 ポータブル（岳羽詠一郎）

### ドラマCD
- 成恵の世界スペシャルエディションドラマCD（司令官）

### 吹き替え
- 9000マイルの約束
- 天龍八部（游坦之）
- ハリー・ポッターと炎のゴブレット

### 特撮
- 牙狼-GARO-（モラックスの声、アスモディの声、ダンタリアンの声、ガーゴイルの声）